# Abdelmalik Lahoulou
Abdelmalik Lahoulou, né le 7 mai 1992 à Jijel, est un athlète algérien spécialiste du 400 mètres haies.

## Biographie
Il se révèle en 2015 en obtenant une deuxième place lors des Universiades. En 48 s 99, il bat le record d'Algérie que détenait Miloud Rahmani.
Qualifié pour les Championnats du monde de Pékin, il accède aux demi-finales grâce à un nouveau record en 48 s 87.
Le 16 septembre, aux Jeux africains de Brazzaville, il décroche la médaille d’or en 48 s 67 après une course indécise, battant son propre record d'Algérie Le 15 août, il bat le record d'Algérie en 48 s 62 lors des séries des Jeux olympiques de Rio.
Le 26 août 2017, il remporte la médaille de bronze de l'Universiade de Taipei en 49 s 30.

## Palmarès
| Date | Compétition                     | Lieu         | Résultat | Épreuve     | Temps         |
| ---- | ------------------------------- | ------------ | -------- | ----------- | ------------- |
| 2011 | Championnats d'Afrique juniors  | Gaborone     | 1er      | 400 m haies | 51 s 69       |
| 2014 | Championnats d'Afrique          | Marrakech    | 10e      | 400 m haies |               |
| 2015 | Universiade                     | Gwangju      | 2e       | 400 m haies | 48 s 99       |
| 2015 | Championnats du monde           | Pékin        | 14e      | 400 m haies | 48 s 87       |
| 2015 | Jeux africains                  | Brazzaville  | 1er      | 400 m haies | 48 s 67       |
| 2015 | Jeux africains                  | Brazzaville  | 3e       | 4 x 400 m   | 3 min 03 s 07 |
| 2015 | Jeux mondiaux militaires        | Mungyeong    | 1er      | 400 m haies | 49 s 43       |
| 2015 | Jeux mondiaux militaires        | Mungyeong    | 1er      | 4 x 400 m   | 3 min 03 s 78 |
| 2017 | Championnats panarabes          | Radès        | 1er      | 400 m haies | 49 s 05       |
| 2017 | Championnats panarabes          | Radès        | 1er      | 4 x 400 m   | 3 min 05 s 51 |
| 2017 | Universiade                     | Taipei       | 3e       | 400 haies   | 49 s 30       |
| 2018 | Jeux méditerranéens             | Tarragone    | 4e       | 400 m haies | 49 s 45       |
| 2018 | Jeux méditerranéens             | Tarragone    | 3e       | 4 x 400 m   | 3 min 05 s 28 |
| 2018 | Championnats d'Afrique          | Asaba        | 1er      | 400 m haies | 48 s 47       |
| 2018 | Coupe continentale              | Ostrava      | 5e       | 400 m haies | 49 s 12       |
| 2019 | Championnats panarabes          | Le Caire     | 1er      | 400 m haies | 48 s 95       |
| 2019 | Championnats panarabes          | Le Caire     | 2e       | 4 x 400 m   | 3 min 7 s 85  |
| 2019 | Jeux africains                  | Rabat        | 1er      | 400 m haies | 49 s 08       |
| 2019 | Championnats du monde           | Doha         | 8e       | 400 m haies | 49 s 46       |
| 2019 | Jeux mondiaux militaires        | Wuhan        | 2e       | 400 m haies | 49 s 68       |
| 2019 | Jeux mondiaux militaires        | Wuhan        | 3e       | 4 x 400 m   | 3 min 6 s 67  |
| 2021 | Championnats panarabes          | Radès        | 1er      | 400 m haies | 49 s 45       |
| 2022 | Championnats d'Afrique          | Saint-Pierre | 2e       | 400 m haies | 50 s 10       |
| 2022 | Jeux méditerranéens             | Oran         | 3e       | 400 m haies | 48 s 87       |
| 2022 | Jeux méditerranéens             | Oran         | 1er      | 4 x 400 m   | 3 min 3 s 41  |
| 2022 | Jeux de la solidarité islamique | Konya        | 3e       | 400 m haies | 49 s 15       |
| 2022 | Jeux de la solidarité islamique | Konya        | 2e       | 4 x 400 m   | 3 min 4 s 52  |
| 2023 | Jeux panarabes                  | Oran         | 2e       | 400 m haies | 49 s 47       |
| 2024 | Jeux africains                  | Accra        | 6e       | 400 m haies | 50 s 34       |
| 2024 | Championnats d'Afrique          | Douala       | 3e       | 400 m haies | 49 s 36       |

## Records
| Épreuve     | Temps        | Lieu | Date              |
| ----------- | ------------ | ---- | ----------------- |
| 400 m haies | 48 s 39 (NR) | Doha | 28 septembre 2019 |